# Mount Deborah
Der Mount Deborah ist ein 3761 m hoher Berg in der Alaskakette in Alaska (USA). Der Berg wurde 1907 von James Wickersham nach seiner Frau, Deborah Bell Wickersham, benannt.

## Geografie
Der Berg befindet sich im östlichen Teil der Alaskakette, 88 km ostnordöstlich von Cantwell sowie 91 km östlich von Healy. Die Südostflanke wird vom West-Fork-Gletscher entwässert, die Westflanke vom Yanert-Gletscher, sowie die Nordostflanke vom Gillam-Gletscher. Den Dominanz-Bezug bildet der 25,9 km östlich gelegene Mount Hayes. Ein Berggrat führt nach Osten zum 4,5 km entfernten Hess Mountain.

## Besteigungsgeschichte
Am 19. Juni 1954 gelang Fred Beckey, Henry Meybohm und Heinrich Harrer die Erstbesteigung des Mount Deborah über den Südgrat.